# St. Bernard (chó)
St. Bernard là một giống chó rất lớn từ Ý và Alps Thụy Sĩ, ban đầu được nuôi với mục đích cứu hộ. Giống này đã trở nên nổi tiếng qua câu chuyện về việc giải cứu trên núi cao, cũng như kích thước to lớn của nó. Là kết quả giao phối giữa giống chó bản địa của Thuỵ Sĩ với giống chó ngao (Masstiff) của châu Á, khi chúng theo đoàn quân Roman đi xâm lược dãy Alps. Trong suốt 2 thế kỉ đầu sau công nguyên chúng đã rất phát triển và phổ biến. Vài trăm năm sau đó thì Saint Bernard được dùng vào nhiệm vụ biệt phái, dần dần còn được nuôi tại các nông trại để chăn cừu và gia súc. Tại các tu viện và trại tế bần thì chúng theo chân các tu sĩ đi cứu nạn sau những trận lở tuyết. Giống chó to lớn này đã được dùng vào việc thồ hàng, bảo vệ kho tàng và chăn cừu tại các nông trại. Ngày nay, Saint Bernard còn được nuôi như giống chó cứu hộ trên các vùng núi cao tuyết phủ, với hình tượng một chú chó khổng lồ, trên cổ đeo bình rượu mạnh (dùng để hồi sức và chống lạnh cho các nạn nhân bị tuyết vùi)

## Xuất hiện

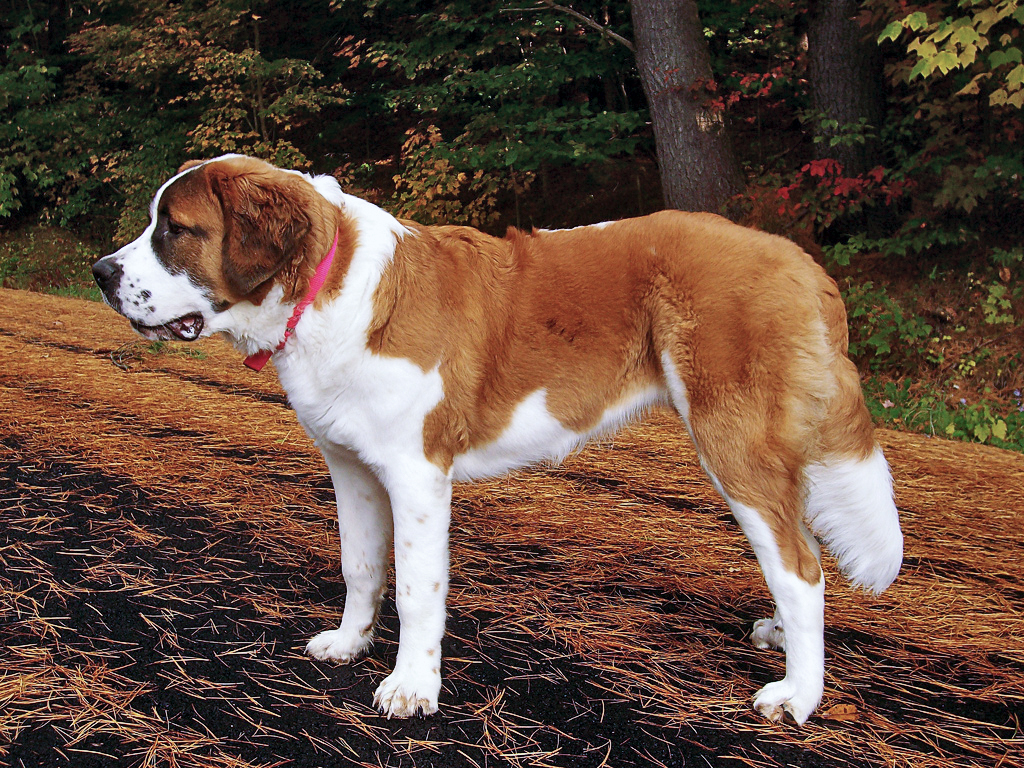
A St. Bernard với lông ngắn

St Bernard là một giống chó khổng lồ. Trọng lượng trung bình của giống chó này là giữa 140 và 264 lb (64–120kg) trở lên và chiều cao xấp xỉ ở vai là 27 ½ inch đến 35 ½ inches (70 tới 90cm). Lông có thể mượt hoặc thô, với lông mượt mỏng và phẳng. Bộ lông thô dày nhưng phẳng, nhiều hơn xung quanh cổ và chân. Bộ lông thường có màu đỏ và màu trắng, hoặc đôi khi một vện gỗ gụ với màu trắng. Màu đen bóng thường được tìm thấy trên mặt và tai. Đuôi dài và nặng. Mắt thường có màu nâu, nhưng đôi khi có thể màu xanh băng.